# Star Trek: Klasické příběhy 01/1
Star Trek: Klasické příběhy 01/1, je kniha poprvé vydaná v USA roku 1991 pod názvem Star Trek: The Classic Episodes: Volume 1.

## Úvodem o knihách
V roce 1991, v Česku o osm let později, byly knižně zpracovány přepisy všech episod televizního seriálu Star Trek, vysílaného v USA v letech 1966-1969. Přepisy byly rozděleny do šesti knih s pojmenováním Star Trek, lišících se vzájemně podtitulem:
- Star Trek: Klasické příběhy 01/1
- Star Trek: Klasické příběhy 01/2
- Star Trek: Klasické příběhy 02/1
- Star Trek: Klasické příběhy 02/2
- Star Trek: Klasické příběhy 03/1
- Star Trek: Klasické příběhy 03/2

## Obsah první knihy
Publikace s českým podtitulem Klasické příběhy 01, kniha první obsahuje na prvních 48 stranách celou řadu úvodníků, informací o autorech seriálu i hnutí Trekkies. Autory statí jsou James Blish a jeho žena J.A.Lawrencová, kteří knihu sestavili. Další kapitoly v úvodní části knihy napsala D.C.Fontanová, jejich české překlady, i episod Star Treku, napsaly Věra Ježková a Kateřina Hámová

## Vlastní příběhy
Hlavní částí knihy je 12 příběhů, zpracovaných podle epizod z prvního amerického televizního seriálu Star Trek. Jejich názvy od televizních episod se trochu liší.

### Kam ještě žádný člověk nevkročil
V originále Where No Man Has Gone Before, scénář od Samuela Peeplese.
U.S.S Enterprise poprvé překračuje hranici naší galaxie a nedlouho poté nalézá poletující opuštěný kosmický záznamník z jiné pozemské lodě. Brzy poté je napadne záhadná energie. Loď ochromí a začne s přeměnou velitele Mitchella na nadčlověka. Mitchell začne celou posádku ohrožovat a až na blízké pouštní planetě při střetu s Kirkem náhodně zahyne.

### Tah s corbomitem
V originále The Corbomite Maneuver, scénář napsal Jerry Sohl
Enterprise je napadnuta jiným obrovským hvězdoletem neznámého původu, který ji znehybní. Bytost z onoho útočníka jim dá ultimátum a termín zániku. Kirk blufuje, že má zabudován v lodi materiál – corbonit, který zničí obě lodi. Při dalších jednáních a manévrech je útočník neutralizován a nakonec se Kirkovi projeví jako hodný hostitel na své lodi, který jen experimentoval.

### Úhlavní nepřítel
V originále The Enemy Within, scénář od Richarda Mathesona
Během výzkumu planety je výsadek Enterprise kontaminován. Dochází k rozdvojení osobnosti kapitána Kirka, jeho druhé, vzteklé já se vrací na palubu a začne škodit, původní Kirk ztrácí rozhodnost. Zbytek výsadku se nemůže na Enterprise vrátit a hrozí mu umrznutí. Nakonec se oba Kirkové vrací na planetu a pak již jako jedna osobnost zpět, výsadek je s omrzlinami zachráněn.

### Nepravý McCoy
V originále The Unreal McCoy, v TV podobě The Man Trap, scénář od G.C.Johnsona
Enterprise navštěvuje planetu Regulus VIII, aby zde provedla rutinní prohlídku trojice vědců ze Země zde pracujících na malé základně. Nachází je zdánlivě v pořádku, pak je jeden nalezen mrtev, dochází k úmrtí ve výsadku z Enterprise a příběh končí zjištěním, že žena z trojice vědců už dávno zemřela a byla nahrazena zástupcem inteligence se schopností telepatie a vytváření kopii lidí (i McCoy). Po její likvidaci osiřelou planetu Enterprise opouští.

### Obnažený čas
V originále The Naked Time, scénář John Black
Enterprise měla za úkol odvést posádku výzkumné stanice na planetě přezdívané LaPig. Nachází ji však mrtvou, zmrzlou a nevědomky se zde sami nakazí chemickou sloučeninou.. Nákaza na lodi napadá posádku, působí na jejich duševní zdraví a ti se ohrožují navzájem. Nakonec McCoy na příčinu přijde a chemikálii neutralizuje.

### Charlieho zákon
V originále Charlie’s Law, vysíláno pod názvem Charlie X, scénář D.C.Fontana
Na loď se jako pasažér dostává 17letý mládenec, který přežil 14 let na opuštěné planetě Thasus sám, ostatní lidé zemřeli. Během cesty se ukazují jeho téměř neomezené možnosti, způsobí zánik jiné kosmické lidi, nechává mizet z Enterprise lidi, kteří se mu znelíbí. Když hrozí nejhorší, na Enterprise se objevuje zástupce civilizace z oné zdánlivě prázdné planety a mládence-Charlese se bere s sebou zpět.

### Rovnováha hrůzy
V originále Balance od Terror, scénář napsal Paul Schneider
Po 50 letech se vynořují z Neutrální zóny Romulané, aby otestovali svou novou válečnou loď i své možnosti ve střetu s Enterprise. Zničili satelitní stanici s obsluhou, použili nově vyvinuté zbraně i maskovací zařízení a začali unikat zpět. Byli však dostiženi a Kirkovou posádkou v napínavém souboji zničeni.

### Z čehopak se vyrábějí děvčátka?
V originálu What Are Little Girls Made Of?, scénář napsal Robert Bloch
Enterprise přilétá na planetu Exi III, kde má být malý výzkumný tým vědců ze Země. Čtyřčlenný výsadek z lodě je postupně likvidován a Kirk zjišťuje, že živá posádka byla nahrazena kopiemi, androidy. Ti vytváří kopii i Kirka a s jeho pomocí se dostanou na loď. Zde se je podaří zlikvidovat.

### Ostří mysli
V originálu Dagger of the Mind, scénář od S.Bar-David
Při rutinní zastávce u trestanecké kolonie Tantalus zjistil Kirk příliš pozdě, že tamní velitel Adams dělá pokusy na lidech s výmazem paměti. Sám je jím zajat spolu s doprovodem a téměř podlehne. Nakonec Adams zemře a Kirk je osvobozen a vyléčen.

### Miri
V originále je název stejný, autorem scénáře je Adrian Spies
Na signál SOS vysílaný z planety Ophiuci, před 500 roky obydlené pozemšťany, kteří se dlouho kontaktu s mateřskou planetou bránili. Po příletu výsadkový tým nachází planetu bez zdravých dospělých lidí, jsou zde jen zdánlivě děcka (ale stará 300 let) ,tým je napaden viry, zjišťuje že se zde prováděly experimenty s dlouhověkostí. Děcka jim, kteří mají již zpomalené reakce díky virům, ukradnou spojovací prostředky a další vybavení, přesto s obrovským úsilím naleznou protilátku a z planety uniknou na svou loď.

### Svědomí krále
V originále The Conscience of the King, autorem scénáře je Barry Trivers
Kirk převáží divadelní soubor, v jehož čele je herec Karidian, kdysi jménem Kodos, podezřelý z dávného masakru 4000 osob. Kirk zjišťuje, že byli již dříve zabiti všichni svědci oné tragédie staré 20 let, on je poslední. Při divadelním představení na palubě Enterprise herec zahyne ranou své šílené dcery (také herečka), když zaštítí svým tělem Kirka, na něhož střela mířila.

### Sedm z Galilea
V originále The Gallileo Seven, na scénáři se podíleli Oliver Crawford a S.Bar-David.
Výzkumný výsadek v raketoplánu vedený Spockem, vyslaný z Enterprise do oblasti působení kvazaru, ztrácí s mateřskou lodí spojení a nedobrovolně se octne na neznámé planetě Taurus II. Zde jsou napadeni obrovitými chlupatými tvory (poloopice), jeden člen výsadku zahyne, raketoplán se ještě na chvíli bez dostatečné energie vznese nad planetu. Z orbity je v posledních minutách před shořením v atmosféře pomocí přenosného paprsku zbytek týmu dopraven na Enterprise, samotný raketoplán zanikne.

## České vydání knihy
V roce 1998 knihu vydalo nakladatelství Netopejr (Karel Petřík) jako svou 25 publikaci. Následně byl proveden dotisk 1200 výtisků. Brožovaná kniha má 394 stran a je opatřena barevnou obálkou (téměř stejná pro všech šest knih), stála 169 Kč.